# Claustro de San Agustín (Tunja)
La Iglesia y Convento de San Agustín es una edificación renacentista al costado del Parque Pinzón en el centro histórico de la ciudad de Tunja en Colombia. Inicialmente fue un convento e iglesia, luego un colegio, una universidad, un reclusorio y finalmente es la sede del Centro Cultural del Banco de la República, y del Archivo Regional de Boyacá

## Historia
Fue construido sobre el emplazamiento sobre el que se hallaba el cercado del zaque Quemuenchatocha, sede política del cacicazgo de Hunza, una de las tres grandes capitales de la cultura Muisca a la llegada de los conquistadores españoles en 1537.
En el lugar se celebró la eucaristía del día de fundación hispánica de la ciudad en 1539 en época del Nuevo Reino de Granada.
Los agustinos se establecieron en Tunja en 1585 y las obras del convento de San Agustín se iniciaron en 1578. Se trata un edificio de grandes proporciones, con un claustro de cuatro galerías en estilo Sevillano donde actualmente se encuentra en jardín central. Fue terminado en 1603.
Tras la independencia de Colombia, desde 1822 se empleó como centro educativo para albergar el colegio de Boyacá. Además, durante el siglo XIX alojó el hospital de caridad fundado por la hija de Juan Nepomuceno Niño. También, de 1862 a 1966, año de su abandono, tuvo uso como cárcel conocida como Panóptico de Tunja.
En 1979 se llevan a cabo obras de recuperación y acondicionamiento. Actualmente es la biblioteca Alfonso Patiño Rossell del Banco de la República, el Archivo Histórico de Boyacá, sede de postgrado de la UPTC y la sede de San Agustín del Colegio de Boyacá.

## Descripción
El edificio se constituye en un importante atractivo patrimonial, guardando la memoria histórica colonial de la ciudad de Tunja, en sus paredes se puede hallar parte de la pintura mural original con fragmentos de la vida de San Agustín de Hipona. Es sede cultural del Banco de la República, pero también hay prestación de servicios como la biblioteca Alfonso Patiño Roselli, salas de exposiciones, y un auditorio para actividades académicas.
El Archivo histórico, conformado por documentos de cabildo y notaría, sellos, firmas y simbología de los 371 años de época hispánica e independencia, posee el acta de fundación de la ciudad y la Cédula Real que concede el título real de ciudad suscrita por el rey Carlos I.